# Довгі Буди
Довгі Буди (рос. Долгие Буды) — село в Біловському районі Курської області Російської Федерації.
Населення становить 720 осіб. Входить до складу муніципального утворення Долгобудська сільрада.

## Історія
Населений пункт розташований на території українського етнічного та культурного краю Східна Слобожанщина.
Від 2004 року входить до складу муніципального утворення Долгобудська сільрада.

## Населення
| 2002 | 2010 |
| ---- | ---- |
| 815  | ↘720 |